# Technique de Six

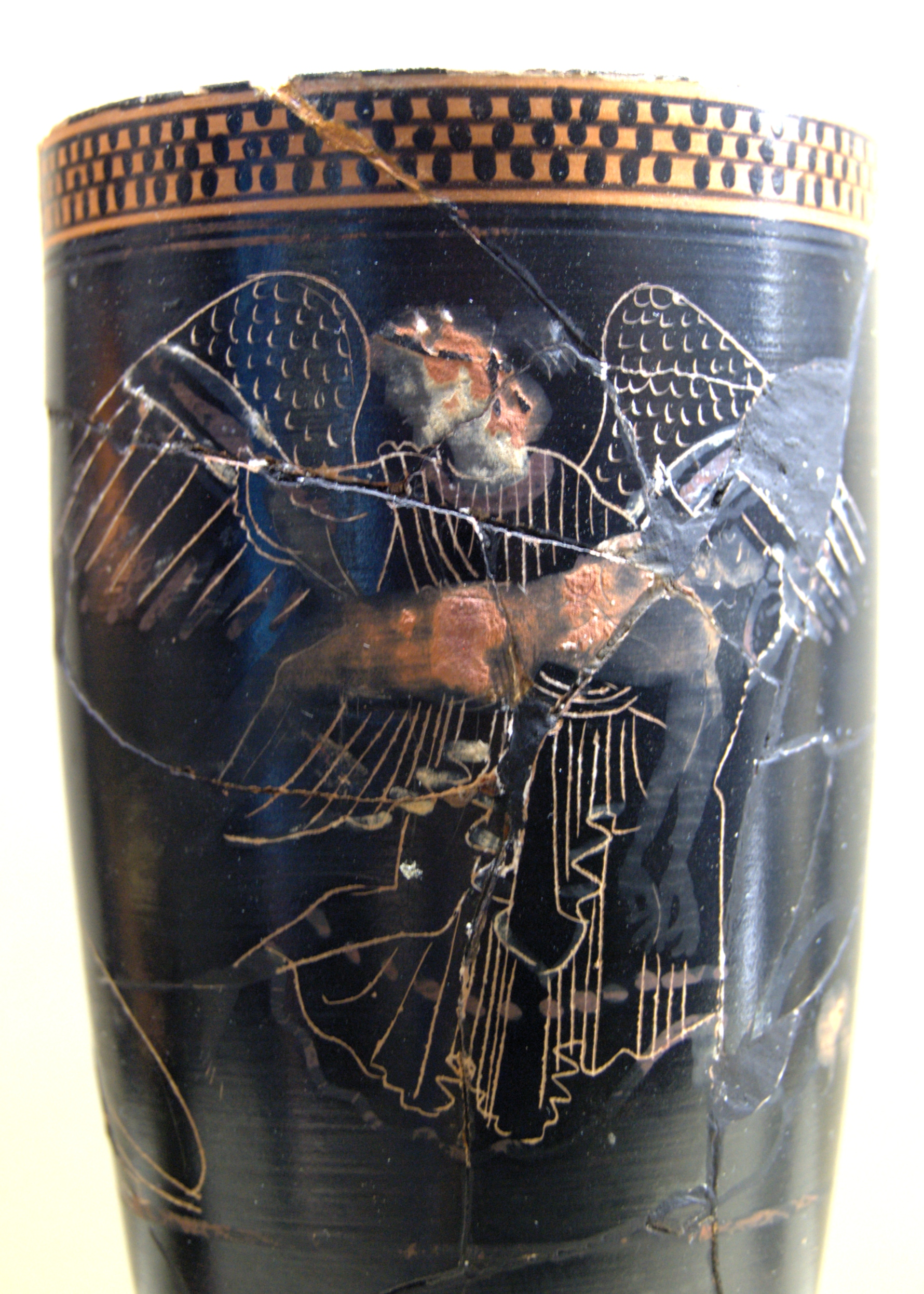
Éos et Memnon, lécythe du Peintre de Diosphos, v. 500-490 av. J.-C., musée du Louvre (L 42)

La technique de Six est une technique antique de peinture sur vases qui se rattache à la céramique attique à figures noires. Décrite en 1888 par le savant néerlandais Jan Six, elle consiste en couleurs superposées détaillées à l'incision. Elle reste minoritaire en Grèce, mais elle devient populaire en Étrurie pour imiter de la figure rouge attique.

## Description
Jan Six décrit la technique à laquelle il donnera son nom dans un article de la Gazette archéologique no 13 de 1888 intitulé « Vases polychromes sur fond noir de la période archaïque » (p. 193-210 et 281-294).
Elle consiste à peindre les figures en blanc ou en rouge sur un fond noir uni, puis à inciser les détails qui apparaissent dans la couleur du fond. Elle est employée sur certains vases attiques à figures noires pour figurer les traits de visages féminins ou pour dessiner les blasons de boucliers dès la première moitié du VIe siècle av. J.-C., mais elle n'est utilisée pour la décoration d'un vase entier qu'à partir de 530 av. J.-C. On en trouve un exemple sur une amphore de Nicosthénès et plusieurs pièces de Psiax. Elle est plus fréquemment employée au début du Ve siècle av. J.-C. par le Peintre de Sappho, qui doit son nom à une hydrie conservée à Varsovie et décorée selon cette technique, ainsi que par le Peintre de Diosphos. Au milieu du siècle, l'atelier du Peintre d'Hémon réalise plusieurs œnochoés selon cette technique, qui tend à devenir polychrome, sans doute pour imiter les vases en métal.
Dans la céramique étrusque, la technique de Six est employée au Ve siècle av. J.-C., notamment par le Groupe de Praxias, pour imiter la figure rouge attique : on parle alors de « pseudo-figure rouge ».